# Île de Porri
Île de Porri (korsisch Isula di Porri) ist eine zu Frankreich gehörende unbewohnte Insel im Mittelmeer.
Sie liegt etwa 500 Meter vor der Westküste Korsikas und gehört zum Gebiet der Stadt Ajaccio. Die aus rotem Porphyrgestein bestehende Insel ist weitgehend ohne Bewuchs und gehört zur Inselgruppe Îles Sanguinaires. Sie erstreckt sich von Südwesten nach Nordosten über etwa 150 Meter bei einer Breite von bis zu etwa 90 Metern. Île de Porri erreicht eine Höhe von 32 Metern. Südwestlich liegt die Île de l’Oga, zwischen den beiden Inseln der Felsen U Sbiru. Île de Porri ist als Naturschutzgebiet ausgewiesen.